# Soledad (Atlántico)
Soledad es un municipio colombiano del departamento del Atlántico. Ocupa el octavo lugar en cuanto a población en Colombia y el tercero en la región Caribe, después de Barranquilla y Cartagena de Indias. Su área urbana se encuentra conurbada con Barranquilla, formando parte de su área metropolitana. Es uno de los municipios con mayor crecimiento poblacional en Colombia.

## Historia

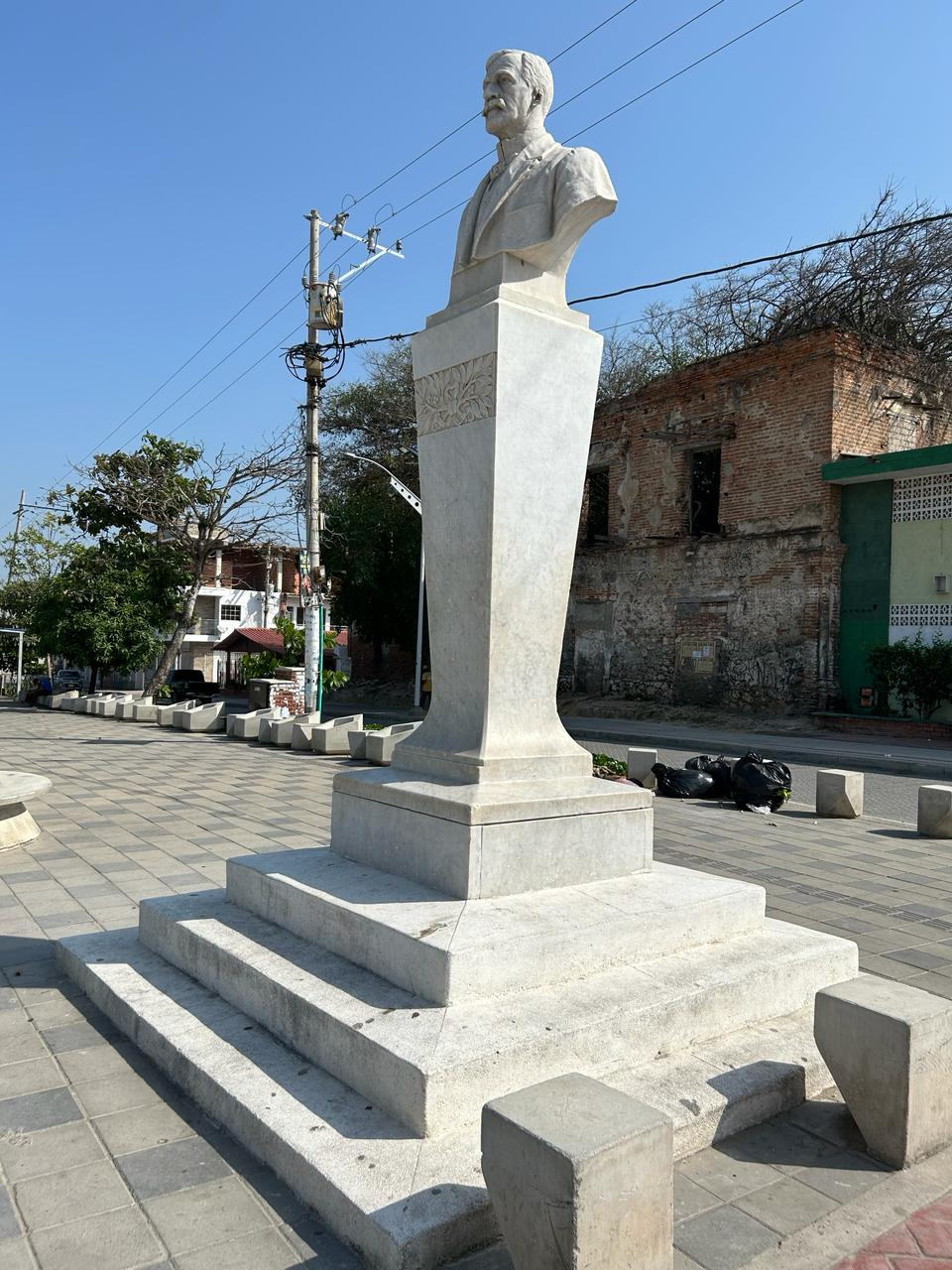
Busto de Alejandro Domínguez Palas, benefactor de Soledad, en la plaza principal

La fundación de Soledad se remonta al 8 de marzo de 1598, cuando ocho indígenas fueron llevados allí bajo el mando del capitán Antonio Moreno Estupiñán para establecer un criadero de cerdos y construyeron un bohío de 45 m de largo por 14 m de ancho, 83 corrales y 63 porquerizas. El sitio se convirtió poco a poco en un caserío de "vecinos libres" fuera del dominio español.

En 1640, Melchor Caro tramitó la fundación legal del poblado, la Porquera de San Antonio, que en 1743 recibió la categoría de parroquia, inaugurada oficialmente el 20 de enero de 1744 con el nombre de parroquia san Antonio de Padua. El 8 de marzo de 1814 se le concedió el título de villa con el nombre de Soledad de Colombia y en 1824 se le designó cabecera del tercer cantón de la provincia de Cartagena.

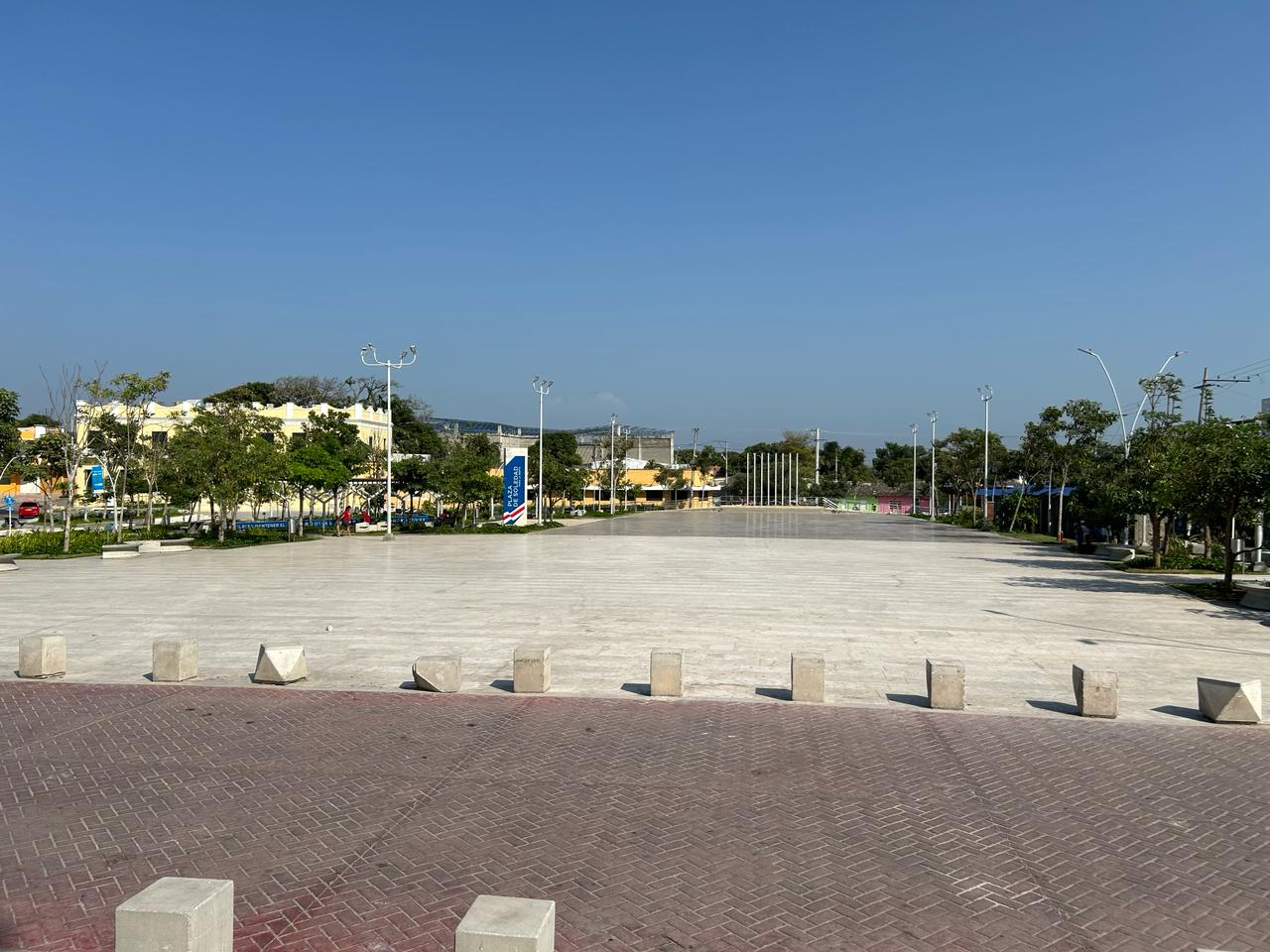
Plaza Mayor de Soledad, remodelada en 2022

Entre los hechos históricos más relevantes se registran las dos visitas del Libertador Simón Bolívar a Soledad. En la última de ellas llegó enfermo el 4 de octubre de 1830, permaneció hasta el 7 de noviembre del mismo año, partiendo de allí a Barranquilla y luego a Santa Marta, donde permaneció hasta su muerte en San Pedro Alejandrino el 17 de diciembre de ese año. Soledad fue campo de batalla en 1860 entre los ejércitos liberales y conservadores que estaban al mando de Vicente Palacio y del general Joaquín Posada Gutiérrez, respectivamente.
El 8 de marzo de 2022 la gobernación del Atlántico inauguró la remodelada plaza de Soledad. Se intervinieron 11 800 m2 de espacio público y la inversión fue de 14 mil millones de pesos. 

## Geografía
El municipio de Soledad está localizado en las coordenadas geográficas 10° 55′ N, 74° 46′ O. Como consecuencia de la situación geoastronómica con respecto a la latitud, el municipio se encuentra en el hemisferio norte y en la zona intertropical o tórrida y, con respecto a la longitud, está a 5 horas de diferencia del meridiano de Greenwich.
Respecto a su extensión, el Anuario Estadístico de la Gobernación del Atlántico le atribuye 67 km², equivalentes a 6.700 hectáreas. Su extensión equivale, igualmente, al 1.97% de la extensión total del departamento del Atlántico. Limita por el norte con el distrito especial de Barranquilla, siendo el lindero el arroyo Don Juan; por el sur con Malambo; por el oriente con el departamento del Magdalena, del cual está separado por el río Magdalena; y por el occidente con Galapa.

### Clima
| Parámetros climáticos promedio de Soledad, Atlántico.                       | Parámetros climáticos promedio de Soledad, Atlántico. | Parámetros climáticos promedio de Soledad, Atlántico. | Parámetros climáticos promedio de Soledad, Atlántico. | Parámetros climáticos promedio de Soledad, Atlántico. | Parámetros climáticos promedio de Soledad, Atlántico. | Parámetros climáticos promedio de Soledad, Atlántico. | Parámetros climáticos promedio de Soledad, Atlántico. | Parámetros climáticos promedio de Soledad, Atlántico. | Parámetros climáticos promedio de Soledad, Atlántico. | Parámetros climáticos promedio de Soledad, Atlántico. | Parámetros climáticos promedio de Soledad, Atlántico. | Parámetros climáticos promedio de Soledad, Atlántico. | Parámetros climáticos promedio de Soledad, Atlántico. |
| Mes                                                                         | Ene.                                                  | Feb.                                                  | Mar.                                                  | Abr.                                                  | May.                                                  | Jun.                                                  | Jul.                                                  | Ago.                                                  | Sep.                                                  | Oct.                                                  | Nov.                                                  | Dic.                                                  | Anual                                                 |
| --------------------------------------------------------------------------- | ----------------------------------------------------- | ----------------------------------------------------- | ----------------------------------------------------- | ----------------------------------------------------- | ----------------------------------------------------- | ----------------------------------------------------- | ----------------------------------------------------- | ----------------------------------------------------- | ----------------------------------------------------- | ----------------------------------------------------- | ----------------------------------------------------- | ----------------------------------------------------- | ----------------------------------------------------- |
| Temp. máx. abs. (°C)                                                        | 38.2                                                  | 37.6                                                  | 37.8                                                  | 39.5                                                  | 39.3                                                  | 39.8                                                  | 39.2                                                  | 39.0                                                  | 38.4                                                  | 38.6                                                  | 38.4                                                  | 39.5                                                  | 39.8                                                  |
| Temp. máx. media (°C)                                                       | 31.4                                                  | 31.7                                                  | 32.4                                                  | 33.1                                                  | 33.4                                                  | 33.2                                                  | 32.9                                                  | 33.3                                                  | 33.0                                                  | 32.5                                                  | 32.2                                                  | 31.7                                                  | 32.6                                                  |
| Temp. media (°C)                                                            | 26.7                                                  | 26.8                                                  | 27.2                                                  | 27.8                                                  | 28.2                                                  | 28.2                                                  | 28.0                                                  | 28.1                                                  | 27.8                                                  | 27.4                                                  | 27.5                                                  | 27.1                                                  | 27.6                                                  |
| Temp. mín. media (°C)                                                       | 23.6                                                  | 23.9                                                  | 24.2                                                  | 24.9                                                  | 24.9                                                  | 24.8                                                  | 24.6                                                  | 24.6                                                  | 24.1                                                  | 23.9                                                  | 24.1                                                  | 24.0                                                  | 24.3                                                  |
| Temp. mín. abs. (°C)                                                        | 18.0                                                  | 18.0                                                  | 18.8                                                  | 18.8                                                  | 18.0                                                  | 20.5                                                  | 19.4                                                  | 20.9                                                  | 20.0                                                  | 14.9                                                  | 18.5                                                  | 19.5                                                  | 14.9                                                  |
| Lluvias (mm)                                                                | 1.2                                                   | 0.5                                                   | 1.9                                                   | 31.8                                                  | 118.0                                                 | 83.0                                                  | 92.1                                                  | 112.6                                                 | 160.5                                                 | 169.6                                                 | 95.6                                                  | 37.5                                                  | 904.3                                                 |
| Días de lluvias (≥ )                                                        | 0                                                     | 0                                                     | 1                                                     | 4                                                     | 9                                                     | 10                                                    | 8                                                     | 11                                                    | 14                                                    | 16                                                    | 9                                                     | 3                                                     | 85                                                    |
| Horas de sol                                                                | 285.2                                                 | 246.4                                                 | 244.9                                                 | 210.0                                                 | 189.1                                                 | 201.0                                                 | 217.0                                                 | 207.7                                                 | 171.0                                                 | 167.4                                                 | 186.0                                                 | 244.9                                                 | 2570.6                                                |
| Humedad relativa (%)                                                        | 79                                                    | 78                                                    | 77                                                    | 79                                                    | 81                                                    | 82                                                    | 81                                                    | 82                                                    | 84                                                    | 86                                                    | 84                                                    | 81                                                    | 81.2                                                  |
| Fuente: Parámetros climáticos IDEAM Temp. max. ABS. 22 de diciembre de 2007 |                                                       |                                                       |                                                       |                                                       |                                                       |                                                       |                                                       |                                                       |                                                       |                                                       |                                                       |                                                       |                                                       |

### Hidrología
La principal fuente hídrica del municipio de Soledad es el río Magdalena, que bordea todo el municipio al oriente. También fluyen por su territorio varios caños y arroyos en sentido del occidente – oriente a desembocar al río Magdalena. Los arroyos más significativos son el Don Juan, El Salao y El Platanal, el caño Soledad y la Ciénaga de la Bahía

## Estructura político-administrativa
Soledad es un centro urbano (cobija el 98% de la extensión municipal), solo el 2% restante habita en la poca zona rural que existe en el municipio. Está conformado por aproximadamente casi 200 barrios:
| - Altos De Jesús - Altos de La Metropolitana - Altos de La Villa - Altos de Los Almendros - Altos de Los Robles - Altos de Sevilla - Antonio Nariño - Barrio Centro - Bella Jerusalén - Bella Murillo - Bello Horizonte - Cachimbero - Ciudad Bolívar - Ciudad Bonita - Ciudad Camelot - Ciudad Caribe - Ciudad Caribe IV - Ciudad Fallace - Ciudad Paraíso - Ciudad Salitre - Ciudad Transmetro - Ciudadela Metropolitana - Conjunto Residencial - Costa De Oro - Costa Hermosa - Cruz de Mayo - Cuchilla de Los Ángeles - Dieciséis de Junio - Doce de Octubre - Don Bosco | - El Cabrera - El Carnero - El Centenario - El Cortijo - El Encanto - El Esfuerzo - El Ferrocarril - El Hipódromo - El Manantial - El Oasis - El Pasito - El Porvenir - El Recuerdo - El Triunfo - El Tucán - Jardín de Villa Estadio - Juan Domínguez Romero - La Arboleda - La Bonanza - La Candelaria - La Candelaria I - La Candelaria II - La Central - La Esperanza - La Farruca - La Fe - La Floresta I - La Floresta II - La Ilusión | - La Inmaculada - La Loma - La María - La Puerta De Oro - La Rivera - La Victoria - Las Colonias - Las Colonias II - Las Cometas - Las Ferias - Las Gaviotas - Las Gaviotas II - Las Moras IV - Las Moras Norte - Las Moras Occidente - Las Nubes - Las Trinitarias - Linda María - Linda María II - Los Almendros - Los Almendros II - Los Almendros III - Los Arrayanes - Los Balcanes - Los Cedros - Los Cerezos - Los Cusules - Los Fundadores - Los Loteros - Los Mangos | - Los Robles - Los Robles IV - Los Robles VIII - Los Robles IX - Los Robles X - Los Rosales - Manuela Beltrán - Martha Gisella - Montecarmelo - Normandía - Normandía Norte - Nueva Esperanza - Nueva Jerusalén - Nuevo Éxito - Nuevo Horizonte - Nuevo Horizonte II - Nuevo Milenio - Nuevo Triunfo - Portal de Las Moras - Portal de Los Nogales - Prado De Soledad - Primero de Mayo - Pumarejo - Renacer - Reserva de Los Almendros - Rigoberta Menchu - Ríos de Agua Viva - Salamanca | - Salcedo - San Antonio - San Bernardo - San Juan Eudes - San Vicente - Si Nos Dejan - Siete de Agosto - Sitio Hermoso - Soledad Dos Mil - Tajamar - Tajamar II - Urbanización Ciudad Del Parque - Urbanización El Parque - Urbanización El Rio - Urbanización Las Moras - Urbanización María de los Ángeles - Urbanización Parque Muvdi - Urbanización Portal de Jordán - Urbanización Portal de San Antonio - Urbanización Salamanca - Urbanización Santana - Urbanización Sol Real - Urbanización Terranova - Urbanización Terranova II - Urbanización Villa Mónaco - Urbanización Villa Soledad - Urbanización Villa Viola - Veinte de Julio - Veintitrés de Noviembre | - Villa Adela I - Villa Adela II - Villa Angelita - Villa Anita - Villa Campanos II - Villa Carmen I - Villa Carmen II - Villa Cecilia - Villa de Aragón - Villa Del Carmen - Villa Del Rey - Villa Estadio - Villa Estadio II - Villa Estadio Sector Norte - Villa Estefany - Villa Esther - Villa Gladis - Villa Karla I - Villa Katanga - Villa Katanga II - Villa Las Moras I - Villa Las Moras II - Villa Lozano - Villa María - Villa María Silena - Villa Merly - Villa Mónica - Villa Murillo - Villa Rosa - Villa Salamar | - Villa Santa - Villa Severa - Villa Sevilla - Villa Sofía - Villa Sol - Villa Soledad - Villa Valentina - Villa Zambrano - Viñas Del Rey - Vista Hermosa - Zarabanda |

Zona rural
La poca zona rural está conformada por la vereda isla Cabica en el río Magdalena, además de las fincas que se encuentran al suroeste, en límites con los municipios de Galapa y Malambo. Las tierras del municipio son planas, pero cerca al río Magdalena son cenagosas.

## Transporte

### Aeropuerto

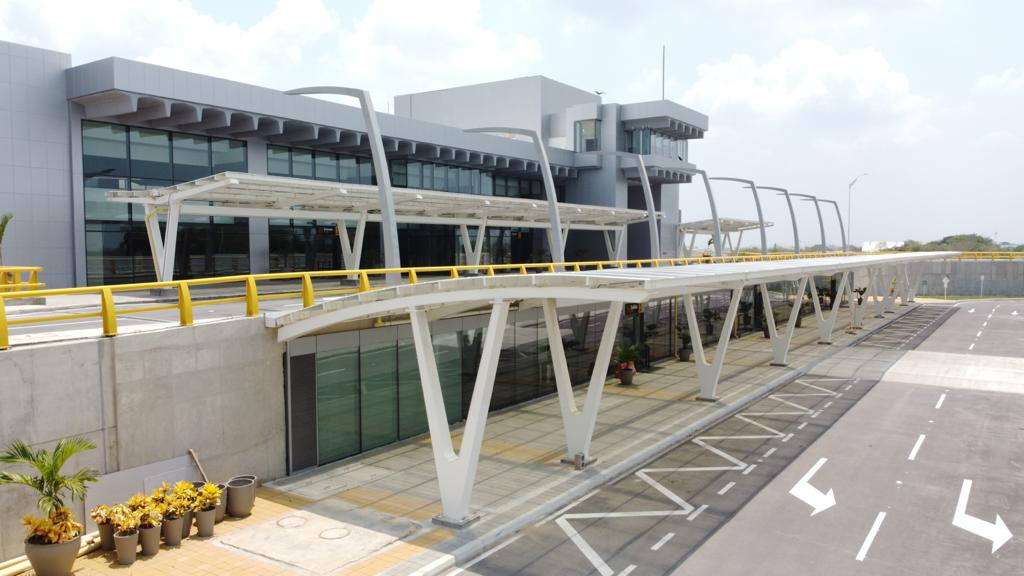
Aeropuerto Internacional Ernesto Cortissoz

En el año de 1936 comenzó a operar el aeropuerto de Barranquilla, con una corta pista asfaltada y un pequeño edificio. En 1938, Avianca trasladó  dotación del aeropuerto de Veranillo al aeropuerto de Soledad para prestar servicio a Barranquilla, que luego se llamará aeropuerto Internacional Ernesto Cortissoz. En diciembre de 1968 acabó de construirse la pista actual, con una longitud de 3000 m. El 4 de abril de 1981 se inauguró el nuevo terminal de pasajeros, que ya había comenzado a operar en 1979.

## Economía

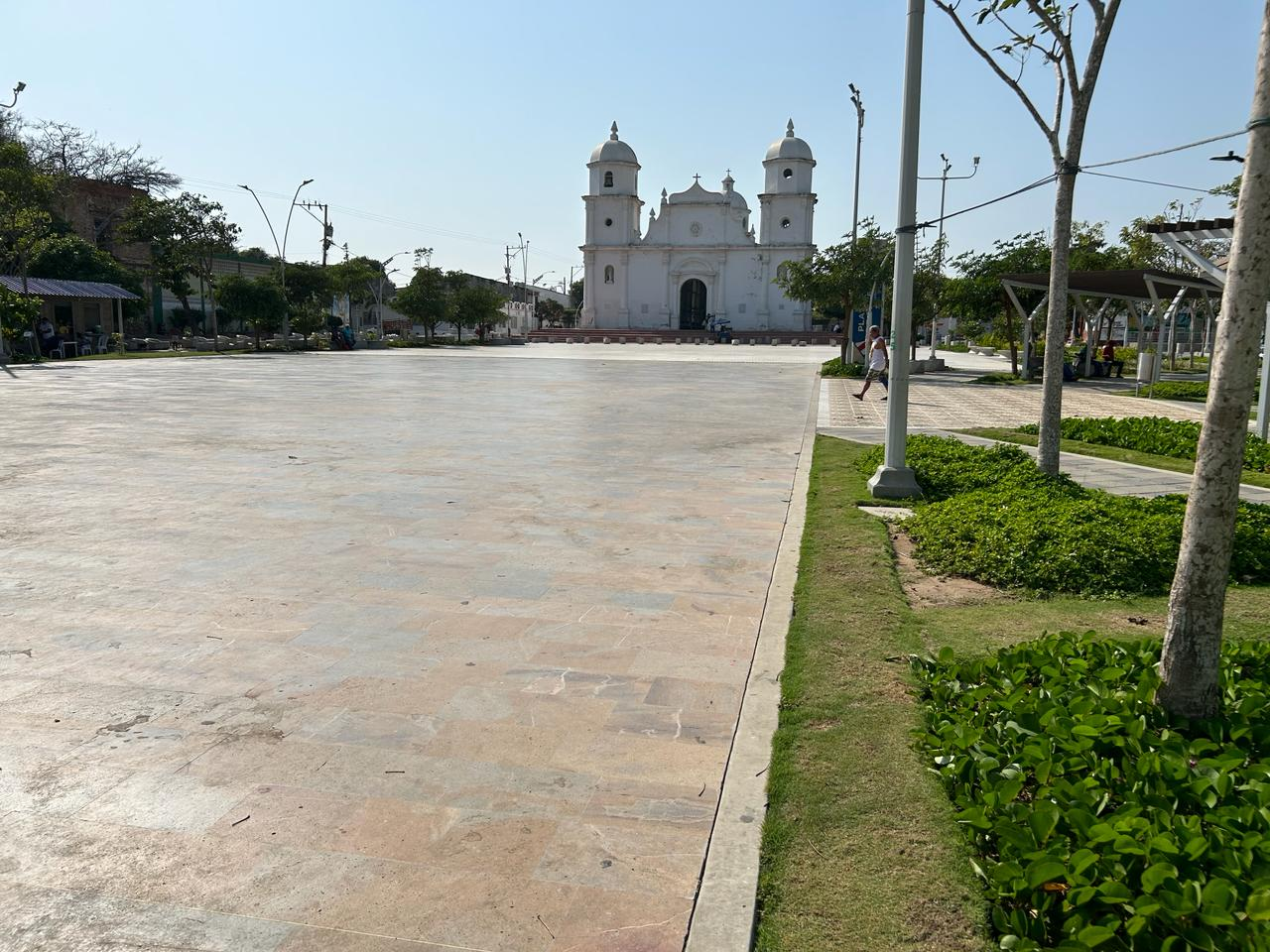
Plaza Mayor de Soledad

Su economía se concentra principalmente en la industria y el comercio, en el sector industrial se produce principalmente alimentos, energía eléctrica, productos químicos, entre otros, destacándose también el servicio de transporte conocido como motocarros el cual es el soporte y la única entrada económica de muchas familias de los habitantes de este municipio.
Cuenta con tres centros comerciales de importancia como lo son Gran Plaza del Sol, Tu Plaza, Carnaval y Nuestro Atlántico. 

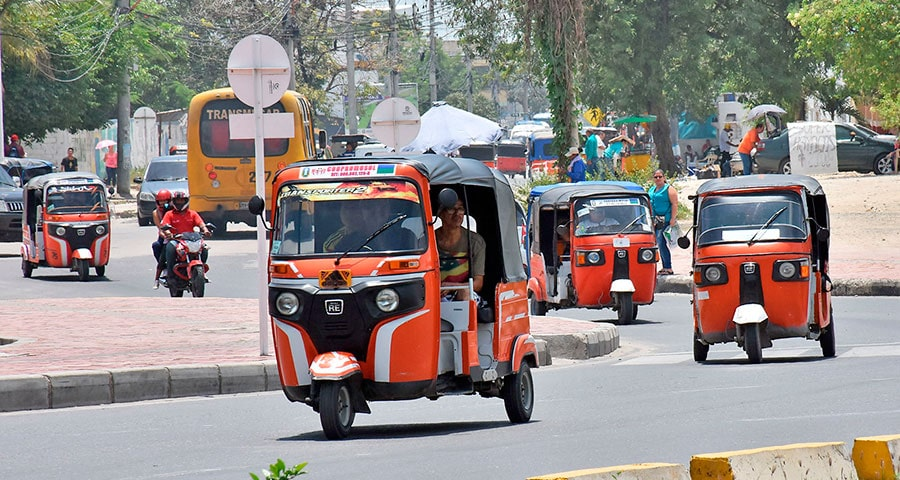
Motocarros

## Cultura

### Carnaval

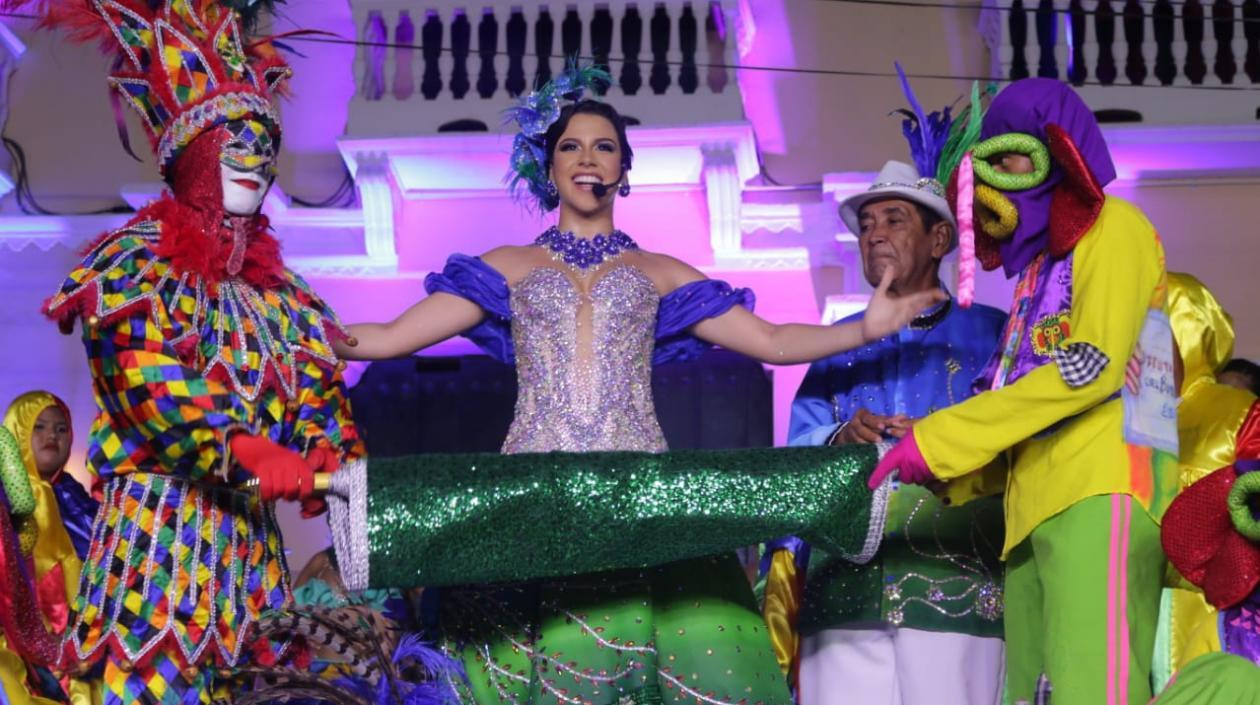
Inicio carnaval de Soledad

El carnaval de Soledad es la fiesta folclórica y cultural más importante del municipio. Se celebra anualmente. Desde el sábado hasta el martes anteriores al Miércoles de Ceniza, se celebra entre los meses de febrero y marzo. La temporada de carnaval comienza el segundo sábado de enero, cuando comienzan las fiestas públicas y verbenas, sin embargo, otras actividades directamente relacionadas con el carnaval se suceden durante gran parte del año.
Reina del carnaval
La reina del carnaval de Soledad es la mujer soledeña designada anualmente para presidir el carnaval de la ciudad. Mediante la Lectura del Bando, a mediados del mes de enero, la Reina del Carnaval promulga la única "ley" que deben cumplir los soledeños durante las fiestas de carnaval: bailar y gozar hasta que el cuerpo aguante. La mayoría de los barrios de la ciudad elige a su propia reina, y estas a su vez participan en el Reinado Reina de Reinas. Cada reina cumple con obligaciones carnestoléndicas y preside una fiesta popular o verbena en su barrio.

## Museo

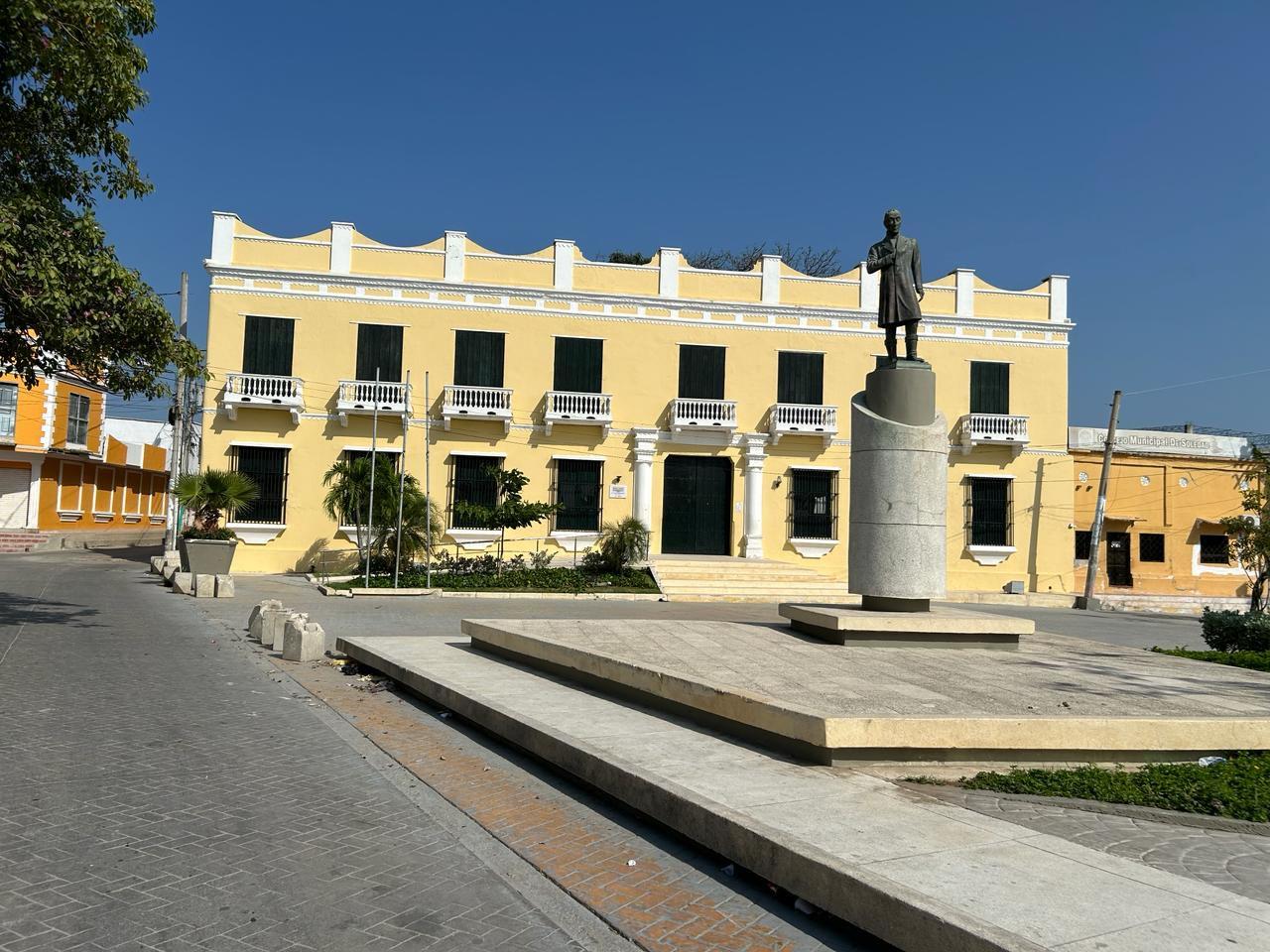
Casa Museo Simón Bolívar

Soledad cuenta con la Casa Museo Simón Bolívar, donde habitó Simón Bolívar días antes de su muerte. Es una casa de la época colonial que fue propiedad de Pedro Juan Visbal, ubicada en la cabecera municipal a pocos metros de la iglesia central, que exhibe cuadros y documentos que narran la vida y obra de Simón Bolívar. La Casa de Bolívar de Soledad fue declarada Monumento Nacional según acuerdo 039 de 1970 y Museo Bolivariano de Soledad según fecha 8 de marzo de 2005 emanada por el Concejo Municipal de Soledad.

## Gastronomía

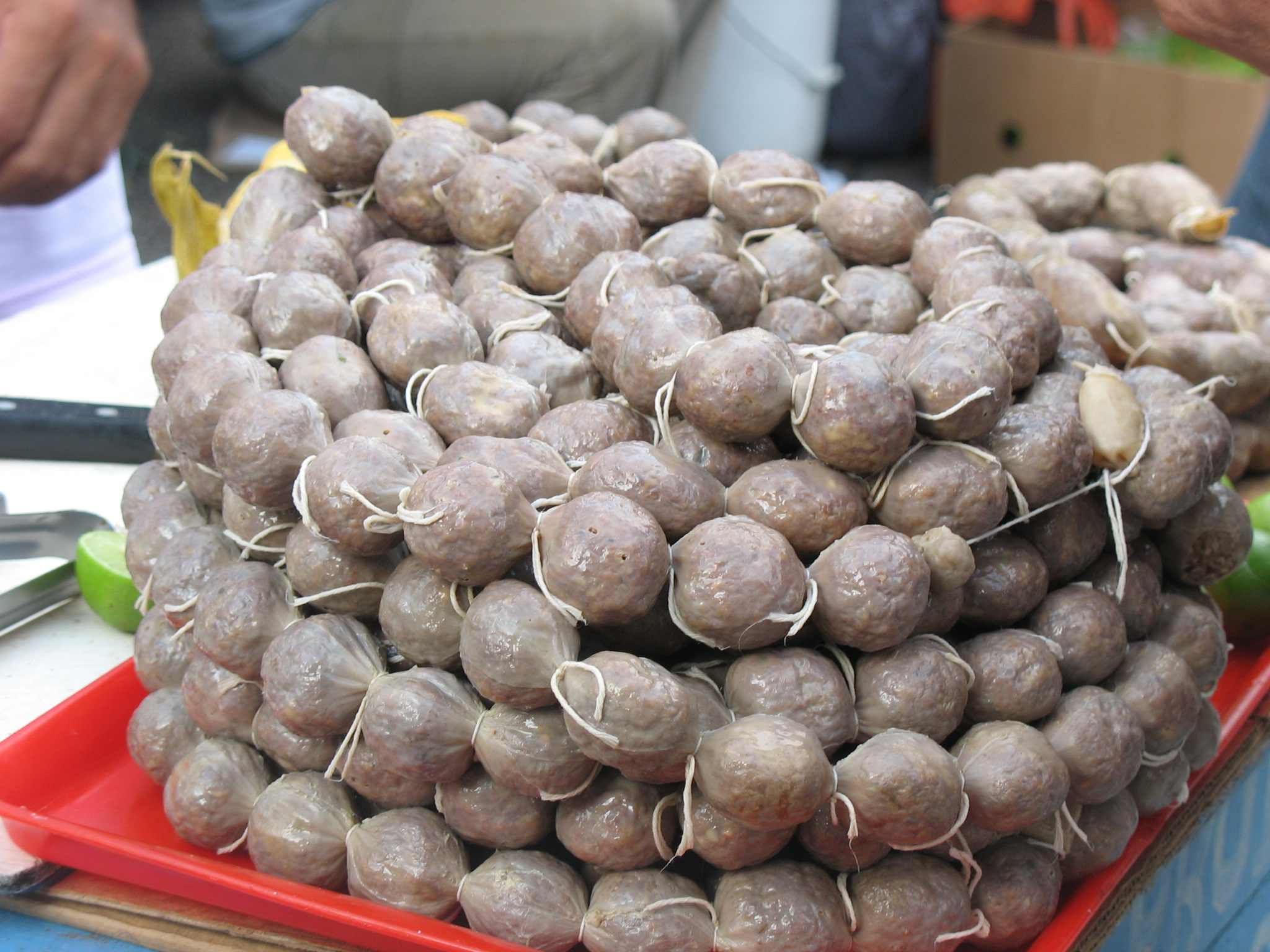
Butifarra soledeña, símbolo gastronómico de la ciudad

Soledad es la cuna en Colombia de la butifarra, embutido de origen español (catalán), que es una de las insignias culinarias de la Costa Caribe.

## Religión

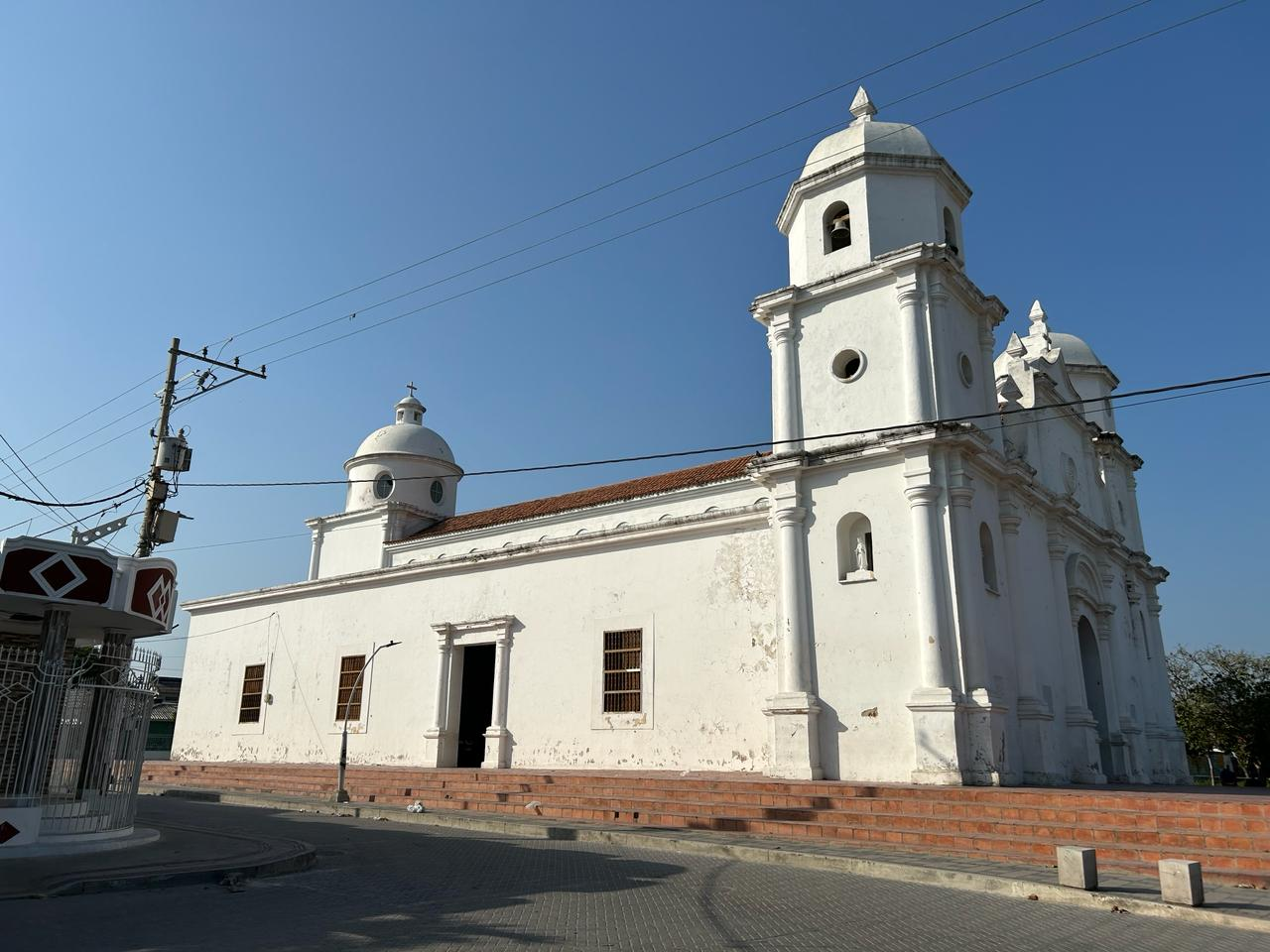
Iglesia de San Antonio de Padua

La religión predominante es el catolicismo; la iglesia de San Antonio de Padua fue declarada patrimonio nacional. Esta iglesia es icono y sitio de encuentro de los habitantes del municipio.

## Símbolos
Bandera
La bandera de Soledad está compuesta por dos franjas horizontales: la superior, azul, la inferior, verde. Este emblema representa la riqueza de sus tierras.
Escudo
El escudo de Soledad resume la importancia de la lucha de sus habitantes durante las guerras de independencia de la Corona española. Un pilar ocupa el centro del escudo y su tamaño simboliza la fuerza, decisión y empuje de la población a desde que el municipio se convirtió en centro de operaciones militares del ejército patriota. Simón Bolívar visitó en tres oportunidades a Soledad, desde donde dirigía sus campañas. El tercer viaje fue unos días antes de su muerte, desde allí partió hacia la Quinta de San Pedro Alejandrino en Santa Marta.
Himno
Letra: José Miguel Orozco - Música: Francisco "Pacho" Galán Blanco 
Coro 

Venciendo rudezas de indígena selva, 

sin duda buscando un sitio mejor 

llegó a esta comarca el buen Melchor Caro 

Y en estos dominios su planta posó. 

Y vio que era buena la tierra anhelada 

y al ver por doquiera la paz exclamó 

¡Soledad amada, yo a ti te bendigo! 

y puesto de hinojos la tierra besó 

Estrofas 

Soledad de Colombia adorada 

hoy un himno entonamos por ti 

porque diste una grata morada 

a Bolívar en triste jornada 

cuando estaba muy cerca su fin 

Por eso es tu escudo inmensa llanura 

donde una columna muy blanca se ve 

y ella con letras de oro nos dice 

que en nuestra defensa tú fuiste muy fiel 

Las aves de acero cruzaron los mares 

dejando otros lares que hoy llegan a ti 

por eso tu nombre en el patrio suelo 

es signo de vuelo, es nombre gentil 

¡Gloria a ti, Soledad, porque has dado 

dignos, hijos muy dignos de ti! 

Que en el templo del arte han triunfado 

Hoy cantamos tu heroico pasado, 

hoy cantamos tu gran porvenir.

## Servicios públicos
- Energía Eléctrica: Air-e, del grupo EPM, es la empresa prestadora del servicio de energía eléctrica.
- Gas Natural: Gases del Caribe es la empresa distribuidora y comercializadora de gas natural en el municipio.
- Agua y Alcantarillado: Triple A es la empresa prestadora del servicio de agua y alcantarillado.